# 普罗维登斯/斯托顿线
普罗维登斯/斯托顿线是一条位于马萨诸塞州与罗德岛州之间的 MBTA通勤铁路线路，主要服务于波士顿西南城郊片区。其主要服务全部位于東北走廊上波士顿南站与罗德岛普罗维登斯站或威克福德枢纽站之间，而斯托顿支线分成经过坎顿枢纽站和终点站斯托顿站。它是MBTA通勤铁路最长的一条线路，并且是唯一一条运营于马萨诸塞以外的线路。这条线路还是整个系统中最繁忙的线路，2022年10月期间共有17,648的日乘客量。